# Helena (prenom)
Helena és un prenom femení català.

## Etimologia
Helena ve del prenom grecollatí Helena. D'una banda, hi ha hipòtesis que volen veure en aquest prenom un significat relacionat amb la llum. També hi ha qui el fa derivar de Selhnh (Seléne), el nom grec de la lluna; o també n'hi ha que el fan derivar de elainh (heláine), que significaria branquilló d'olivera o torxa (elaion / élaion = l'oli era el combustible per obtenir llum artificial), es relaciona fins i tot amb una antiga divinitat identificada amb l'aurora.

## Difusió
Aquest prenom és especialment conegut per la cultura grecollatina.
Diminutiu: Lena

### Variants en altres llengües
- Anglès: Helen, Ellen
- Espanyol: Elena, Helena (o Eliana)
- Francès: Hélène
- Hongarès: Heléna
- Occità: Elena, Lena[4]
- Portuguès: Helena
- Italià: Elena

## Festa onomàstica
Hi ha diverses santes amb el prenom Helena:
- Helena, vídua, 7 de febrer
- Helena Guerra, verge, 11 d'abril
- Helena, verge, 22 de maig
- Helena, màrtir, 13 d'agost
- Helena, emperadriu, 18 d'agost

## Biografies
- Helena Flàvia Júlia, filla de Constantí I el Gran i esposa de l'emperador Julià l'Apòstata.
- Helena (pintora), pintora grega
- Helena Garcia Melero, presentadora de televisió.
- Helena Paparizu, cantant grega nascuda a Suècia
- Helena de Constantinoble o Flavia Iulia Helena, Santa Helena.
- Helena del Regne Unit, filla de la reina Victòria.
- Helena Victòria de Schleswig-Holstein, filla de l'anterior
- Helena Bonham Carter, actriu anglesa.
- Helena Christensen, supermodel
- Helena Laine, esportista finlandesa de llançament de javelina.
- Helena Norberg-Hodge, fundadora i directora de l'International Society for Ecology and Culture
- Helena Rasiowa, matemàtica polonesa.
- Helena Cantacuzena, noble dama romana d'Orient parenta de l'emperador Joan VI Cantacuzè.
- Helena de Grècia (Atenes 1896 - Lausana 1982), reina de Romania (1940 - 1947).
- Helena de Montenegro (Cetinje, Principat de Montenegro 1873 - Alexandria, Egipte 1952) princesa montenegrina i reina consort d'Itàlia.
- Helena de Borbó i Grècia, infanta d'Espanya i duquessa de Lugo filla gran dels reis d'Espanya, Joan Carles I d'Espanya i Sofia.
- Helena Percas, escriptora, assagista, investigadora i educadora argentina.
- Helena de Waldeck-Pyrmont (Arolsen 1861 - Hinterris, Àustria 1922), princesa del Regne Unit per matrimoni amb Leopold del Regne Unit.
- Helena d'Orleans (Twickenham, Anglaterra, 1871 - Castellmara di Stabia 1951)
- Helena de Mecklenburg-Schwerin (Ludwigslust, 1814 - Richmond, comtat de Surrey 1858), duquessa de Mecklenburg-Schwerin, esposa del príncep hereu de França.
- Helena Paparizu (31 de gener de 1982, Göteborg, Suècia), cantant sueca d'ascendència grega, que va guanyar la 50a edició del Festival d'Eurovisió.
- Helena Casas, cantant i música catalana integrant dels grups Pomada, Conxita i Angelina i els moderns.
- Helena de Rússia (gran duquessa de Mecklenburg-Schwerin)
- Helena de Rússia (princesa de Grècia) (Tsàrskoie Seló, Sant Petersburg 1882 - Atenes 1957), princesa de Grècia i de Dinamarca.
- Helena Sanz i Martínez de Arizala (Castelló de la Plana, 15 de desembre de 1852 - París, 1898), mezzosoprano valenciana.
- Helena de Schleswig-Holstein-Sondenburg-Glücksburg (Grünholz 1888 - Hellerup 1962), princesa de Schleswig-Holstein esposa del príncep Harald de Dinamarca.
- Helena Arribas i Esteve (Reus, 1956), pedagoga i política catalana.
- Maria Helena Vieira da Silva (Lisboa, 1908 - París, 1992), pintora portuguesa.

## Miscel·lània
- Astronomia:
  - (101) Helena, asteroide.
  - Helena (satèl·lit), satèl·lit de Saturn.
- Geografia:
  - Helena (Alabama), ciutat del sud-est dels Estats Units.
  - Helena (Montana), ciutat del nord-oest dels Estats Units.
- Mitologia: Helena de Troia, personatge mitològic.
- Música: Die Ägyptische Helena, òpera de Richard Strauss estrenada el 1928.